# ألعاب القوى في ألعاب غرب آسيا 2002
في دورة ألعاب غرب آسيا 2002 أُقيمت منافسات ألعاب القوى في مدينة الكويت بـالكويت خلال شهر أبريل من عام 2002. وقد شمل البرنامج منافسات للرجال فقط، ضمّت سبعة عشر حدثًا من سباقات المضمار والميدان. استُبعدت عدة مسابقات عادةً ما تكون جزءًا من حدث متعدد الرياضات، حيث غابت منافسات قفز الموانع، و10000 متر، ورمي الرمح، ورمي القرص، إضافة إلى الماراثون وسباق المشي.
شاركت جميع الدول الاثنتي عشرة في الألعاب بلاعبيها في منافسات ألعاب القوى، وتمكنت ثماني دول من اعتلاء جدول الميداليات. أنهت قطر المنافسات في الصدارة بسبع ميداليات ذهبية من أصل ست عشرة ميدالية، تلتها السعودية بخمس ذهبيات وأربع عشرة ميدالية إجمالًا، ثم الكويت المستضيفة ثالثةً بأربع ذهبيات من مجموع إحدى عشرة ميدالية. هيمنت هذه الدول الثلاث على المراكز الأولى، إذ لم تتمكن بقية الدول سوى من تحقيق ذهبية جان كلود رباط لـلبنان وفضية علي فييزي لإيران.
شهدت المنافسات بعضًا من أبرز النتائج في سباقات السرعة؛ حيث فاز سالم اليامي بسباق 100 متر محققًا رقمًا قياسيًا سعوديًا بزمن 10.13 ثانية، بينما ظفر فوزي الشمري بثنائية 200/400 متر، محققًا رقمًا قياسيًا كويتيًا بزمن 45.25 ثانية في سباق 400 متر. وسيطر الرياضيون القطريون على منافسات المسافات المتوسطة والطويلة بحصدهم ست ميداليات من أصل تسع ممكنة، كما فازوا بذهبيتين في مسابقات الرمي، من بينها فوز بلال سعد مبارك في رمي الجلة بتحقيقه 19.10 مترًا. أما السعودية فقد اجتاحت منافسات الحواجز بفضل مبارك عطا مبارك وهادي صوعان بزمن 13.60 ثانية و49.04 ثانية على التوالي، وهو مستوى اعتُبر جيدًا بالنسبة للمنطقة.
عدد من أبطال ألعاب غرب آسيا واصلوا نجاحهم في دورة الألعاب الآسيوية 2002 في وقت لاحق من العام نفسه؛ حيث فاز فوزي الشمري بسباق 400 متر، وهادي صوعان بسباق 400 متر حواجز، فيما تُوج خميس عبد الله سعيد الدين بسباق 3000 متر موانع، وسالم الأحمدي بسباق الوثب الثلاثي. كذلك حصل أصحاب الفضيات في ألعاب غرب آسيا، مثل جمال الصفار ومخلد العتيبي، على ميداليات ذهبية في الآسياد، كما توّج حسين السبع (ثالث وثب طويل في الكويت) بطلًا آسيويًا أيضًا.

## الفائزون بالميداليات
| 100 متر           | سالم اليامي · السعودية                                                | 10.13 رقم قياسي للدورة    | جمال الصفار · السعودية                                              | 10.19    | خالد العبدلي · قطر                                                 | 10.39    |
| 200 متر           | فوزي الشمري · الكويت                                                  | 20.44 رقم قياسي للدورة    | سالم اليامي · السعودية                                              | 20.81    | محمد الحوتي · عمان                                                 | 21.02    |
| 400 متر           | فوزي الشمري · الكويت                                                  | 45.25 رقم قياسي للدورة    | حمدان البيشي · السعودية                                             | 46.34    | محمد الموليد · السعودية                                            | 48.13    |
| 800 متر           | آدم عبدو آدم · قطر                                                    | 1:48.66 رقم قياسي للدورة  | سالم عامر البدري · قطر                                              | 1:49.70  | جليل جومهي · إيران                                                 | 1:49.81  |
| 1500 متر          | أبوبكر علي كمال · قطر                                                 | 3:51.50 رقم قياسي للدورة  | عبد الرحمن سليمان · قطر                                             | 3:51.76  | فيصل الناهلي · السعودية                                            | 3:52.63  |
| 5000 متر          | مخلد العتيبي · السعودية                                               | 13:57.25 رقم قياسي للدورة | خميس عبد الله سعيد الدين · قطر                                      | 13:57.58 | أحمد إبراهيم ورسمه · قطر                                           | 14:08.84 |
| 110 متر حواجز     | مبارك عطا مبارك · السعودية                                            | 13.60                     | ناصر مزين · قطر                                                     | 14.02    | مبارك خاسف · قطر                                                   | 14.17    |
| 400 متر حواجز     | هادي صوعان · السعودية                                                 | 49.04 رقم قياسي للدورة    | بدر الفليج · الكويت                                                 | 49.58    | ظاهر الدين النجم · سوريا                                           | 51.15    |
| 4 × 100 متر تتابع | السعودية · سالم اليامي · جمال الصفار · خليفة الساكر · مبارك عطا مبارك | 39.02 رقم قياسي للدورة    | قطر                                                                 | 39.10    | الكويت · عبد الله سكين · إبراهيم الأسك · سعد الزعفري · حسين اليوحه | 41.10    |
| 4 × 400 متر تتابع | الكويت · فوزي الشمري · خالد الجوهار · بدر الفليج · باسل الفاضلي       | 3:06.51 رقم قياسي للدورة  | السعودية · هادي صوعان · حمدان البيشي · محمد الموليد · بلال الحسواوي | 3:06.57  | سوريا                                                              | 3:11.75  |
| الوثب العالي      | جان كلود رباط · لبنان                                                 | 2.10 =رقم قياسي للدورة    | عمر المصري · السعودية                                               | 2.07     | سالم العنزي · الكويت                                               | 2.07     |
| القفز بالزانة     | فهد المرشد · الكويت                                                   | 4.90 رقم قياسي للدورة     | عبد الله غانم سعيد · قطر                                            | 4.80     | بندر شغيان · إيران                                                 | 4.50     |
| وثب طويل          | سعيد منصور · قطر                                                      | 7.61 رقم قياسي للدورة     | الوليد عبد الله · قطر                                               | 7.57     | حسين السبع · السعودية                                              | 7.55     |
| وثب ثلاثي         | سالم الأحمدي · السعودية                                               | 16.50                     | خالد البخيت · الكويت                                                | 16.36    | فايز الخيرات · سوريا                                               | 15.96    |
| رمي الجلة         | بلال سعد مبارك · قطر                                                  | 19.10 رقم قياسي للدورة    | أحمد غلوم · الكويت                                                  | 18.04    | علي رحماني (رياضي) · إيران                                         | 17.58    |
| رمي المطرقة       | محمد فراج الكعبي · قطر                                                | 66.34 رقم قياسي للدورة    | علي الزنكوي · الكويت                                                | 66.01    | ناصر الجار الله · الكويت                                           | 64.54    |
| عشاري             | أحمد حسن موسى · قطر                                                   | 7262 رقم قياسي للدورة     | علي فييزي · إيران                                                   | 6838     | خليفة عيسى عبد الله · البحرين                                      | 5682     |

## جدول الميداليات

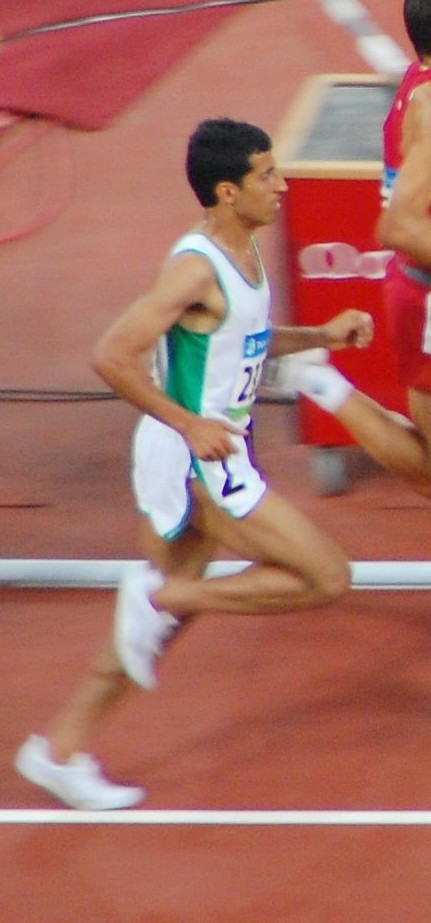
مخلد العتيبي (في الصورة خلال أولمبياد 2008) فاز بفضية 5000 متر لصالح السعودية.

*   البلد المضيف (مضيف)
| المرتبة | فريق           | ذهبية | فضية | برونزية | المجموع |
| ------- | -------------- | ----- | ---- | ------- | ------- |
| 1       | قطر (QAT)      | 7     | 6    | 3       | 16      |
| 2       | السعودية (KSA) | 5     | 6    | 3       | 14      |
| 3       | الكويت (KUW)   | 4     | 4    | 3       | 11      |
| 4       | لبنان (LIB)    | 1     | 0    | 0       | 1       |
| 5       | إيران (IRI)    | 0     | 1    | 3       | 4       |
| 6       | سوريا (SYR)    | 0     | 0    | 3       | 3       |
| 7       | البحرين (BRN)  | 0     | 0    | 1       | 1       |
| 7       | عمان (OMA)     | 0     | 0    | 1       | 1       |
| المجموع | المجموع        | 17    | 17   | 17      | 51      |

## وصلات خارجية
- الموقع الرسمي